# Bible Lands Museum
Il Museo dei territori della Bibbia (anche "Museo delle terre bibliche", in ebraico מוזיאון ארצות המקרא ירושלים‎?; altra denominazione in lingua inglese Bible Lands Museum), è un museo etnografico israeliano situato a Gerusalemme, che esplora la cultura dei popoli citati nella Bibbia, fra cui gli Egizi, i Cananei, i Filistei, gli Aramei, gli Ittiti, gli Elamiti, i Fenici e i Persiani.
Lo scopo del museo è quello di indicare al visitatore l'interazione socioculturale di questi popoli. L'edificio che ospita il museo si trova nel braccio museale di Givat Ram, tra il Museo di Israele, il Campus Nazionale per l'Archeologia di Israele, e il Museo della Scienza Bloomfield.